# ناگاوالی (فیلم)
ناگاوالی 
(به تلوگویی: Nagavalli) فیلمی محصول سال ۲۰۱۰ و به کارگردانی وی. سامودرا است. در این فیلم بازیگرانی همچون داگوباتی ونکاتش، آنوشکا شتی، ریچا گانگوپادیای، سوجا وارونه، شرادها داس، پونام کائور، کامالینی موکرجی و سارات بابو ایفای نقش کرده‌اند.